# 蜂須賀隆寿
蜂須賀 隆寿（はちすか たかひろ）は、江戸時代中期の阿波国富田藩の世嗣。官位は従五位下・下総守。

## 略歴
徳島藩の第5代藩主・蜂須賀綱矩の3男として誕生。母は側室・横山氏。幼名は万次郎。初名は豊龍。
富田藩の第2代藩主・蜂須賀隆長の養子に迎えられ嫡子となるが、宝永6年（1709年）に病弱を理由に廃嫡された。代わって、実弟・宗員が嫡子となった。
宝暦5年（1755年）没。享年62。

## 系譜
- 父：蜂須賀綱矩（1661-1730）
- 母：横山氏
- 養父：蜂須賀隆長（1674-1714）
- 正室：不詳
- 側室：吉成氏
  - 次男：蜂須賀重隆（1730-1788）
  - 女子：千姫 - 池田長甫室